# Bilboque magnificum
Bilboque magnificum är en svampart som beskrevs av Viégas 1960. Bilboque magnificum ingår i släktet Bilboque, divisionen sporsäcksvampar och riket svampar.   Inga underarter finns listade i Catalogue of Life.